# Sankt Wolfgang-Kienberg
St. Wolfgang-Kienberg ist eine ehemalige Gemeinde mit 372 Einwohnern (Stand: 31. Oktober 2013)
im österreichischen Bundesland Steiermark. Seit 2015 ist sie im Rahmen der steiermärkischen Gemeindestrukturreform mit den Gemeinden Amering, Sankt Anna am Lavantegg und Obdach zusammengeschlossen. Die neue Gemeinde führt den Namen „Obdach“ weiter.

## Geografie

### Geografische Lage
St. Wolfgang-Kienberg liegt ca. 15 km südlich der Bezirkshauptstadt Judenburg in den östlichen Seetaler Alpen.

### Nachbargemeinden und -orte
- Oberweg
- Reifling
- Eppenstein
- Amering
- Obdach

### Gliederung
Das ehemalige Gemeindegebiet umfasst folgende drei Ortschaften (in Klammern Einwohnerzahl Stand 1. Jänner 2024):
- Katschwald (70)
- Kienberg (88)
- Mönchegg (178)

Die ehemalige Gemeinde bestand aus der einzigen Katastralgemeinde Kienberg.

## Geschichte
Die politische Gemeinde Kienberg wurde 1850 errichtet. Die Umbenennung in St. Wolfgang-Kienberg erfolgte 1963.
Mit 1. Jänner 2015 wurde die selbständige Gemeinde aufgelöst und bei der Marktgemeinde Obdach eingegliedert.

## Politik
Der mit 31. Dezember 2014 aufgelöste Gemeinderat bestand aus neun Mitgliedern und setzte sich nach der Gemeinderatswahl 2010 aus Mandataren der folgenden Parteien zusammen: 6 ÖVP und 3 SPÖ.
Letzter Bürgermeister war Johann Amon (ÖVP).

### Wappen
Die Verleihung des Gemeindewappens erfolgte mit Wirkung vom 1. Juni 1999.

Blasonierung (Wappenbeschreibung):
„Über einer grünen Kuppe und drei goldenen Spitzen, die mittlere erhöht, in Rot zwei schräg gekreuzte goldene Zimmermannsbeile, überhöht von einer goldenen Mitra, deren Bänder die Beilholme kreuzen.“

## Kultur und Sehenswürdigkeiten

### Naturdenkmäler
- Granitzenbach, der im Oberlauf ein Naturdenkmal darstellt

## Wirtschaft und Infrastruktur
Laut Arbeitsstättenzählung 2001 gab es 8 Arbeitsstätten mit 18 Beschäftigten in der Gemeinde sowie 126 Auspendler und 9 Einpendler. Es gab 48 land- und forstwirtschaftliche Betriebe (davon 27 im Haupterwerb), die zusammen 1.754 ha bewirtschafteten (Stand 1999).

## Persönlichkeiten

### Ehrenbürger
- Klaus Ritter

### Ehrenringträger
- Gerhard Pletz (Altbürgermeister)
- Fritz Piber
- Fritz Mayer
- Anna Ehmann
- Oswald Staubmann